# Vidreres
Vidreres – gmina w Hiszpanii, w prowincji Girona, w Katalonii, o powierzchni 48,37 km². W 2011 roku gmina liczyła 7732 mieszkańców.